# The Wreck of the Mary Deare
The Wreck of the Mary Deare is een Brits-Amerikaanse film van Michael Anderson die werd uitgebracht in 1959.
Het scenario van dit maritiem drama is gebaseerd op de gelijknamige roman (1956) van de Britse schrijver Hammond Innes. 

## Verhaal
John Sands, de eigenaar van een bergingsbedrijf, vaart tijdens een hevige storm met zijn sleepboot op Het Kanaal. Hij bemerkt de Mary Deare, een vrachtvaarder, op drift dat dreigt schipbreuk te lijden. Samen met zijn collega klimt Sands aan boord van het spookschip want hij wil het wrak bergen. 
Daar stoot hij op een man die zich vreemd gedraagt en op zijn hoede is: Gideon Patch, de eerste officier. Patch vertelt dat hij aan boord is gebleven omdat hij meent dat er verzekeringsfraude in het spel is en dat hij dit wil aanklagen. Volgens hem hebben Gunderson, de reder, en de kapitein van de Mary Deare onder één hoedje gespeeld en het schip gesaboteerd om zo de kostbare vracht teloor te laten gaan. Hij vermoedt sterk dat die vracht nooit aan boord is geweest en dat zo de verzekeringsmaatschappij opgelicht zal worden.  
Sands schaart zich aan de zijde van Patch en hij zal hem ook helpen bewijzen dat hij onschuldig is aan nalatigheid.

## Rolverdeling
- | Acteur            | Personage           | Bescjhrijving                                                      |
| ----------------- | ------------------- | ------------------------------------------------------------------ |
| Gary Cooper       | Gideon Patch        | eerste officier en tweede in bevel op het cargoschip de Mary Deare |
| Charlton Heston   | John Sands          | kapitein van een sleepboot                                         |
| Michael Redgrave  | meneer Nyland       |                                                                    |
| Emlyn Williams    | Sir Wilfred Falcett |                                                                    |
| Cecil Parker      |                     | de voorzitter                                                      |
| Alexander Knox    | Petrie              |                                                                    |
| Virginia McKenna  | Janet Taggart       |                                                                    |
| Richard Harris    | Higgins             | tweede officier van de Mary Deare                                  |
| Ben Wright        | Mike                |                                                                    |
| Peter Illing      | Gunderson           | de reder                                                           |
| Terence De Marney | Frank               |                                                                    |
| Charles Davis     | Yules               | kwartiermeester op de Mary Deare                                   |